# Peter Graeff
Peter Graeff (* 1966 in Köln) ist ein deutscher Soziologe.

## Leben
Nach der Promotion an der Universität Bonn 1997 lehrte Graeff als Privatdozent an der Universität Frankfurt am Main und Professor an der Universität der Bundeswehr München. 2013 wurde er Professor für Soziologie und empirische Sozialforschung an der Universität Kiel.
Seine Forschungsschwerpunkte sind positives und negatives Sozialkapital/Devianz/Soziale Netzwerke (Korruption und Vertrauen, Ehrenamt) und Statistik/Methodenlehre.

## Schriften (Auswahl)
- Vertrauen zum Vorgesetzten und zum Unternehmen. Modellentwicklung und empirische Überprüfung verschiedener Arten des Vertrauens, deren Determinanten und Wirkungen bei Beschäftigten in Wirtschaftsunternehmen. Berlin 1998, ISBN 3-932089-09-X.
- mit Karenina Schröder und Sebastian Wolf (Hg.): Der Korruptionsfall Siemens. Analysen und praxisnahe Folgerungen des wissenschaftlichen Arbeitskreises von Transparency International Deutschland. Baden-Baden 2009, ISBN 978-3-8329-4203-8.
- Ambiguitätstoleranz und Anfälligkeit für Korruption in der Organisationsberatung. Kassel 2012, ISBN 978-3-86219-376-9.
- mit Tanja Rabl (Hg.): Was ist Korruption? Begriffe, Grundlagen und Perspektiven gesellschaftswissenschaftlicher Korruptionsforschung. Baden-Baden 2019, ISBN 3-8487-4866-5.
- mit Sebastian Wolf (Hg.): Corona und Korruption. Springer VS Verlag, Wiesbaden 2022, ISBN 978-3-658-35663-7.